# Dorothea Hagenow
Dorothea Hagenow (* 10. November 1763 in Lassentin; † 7. Juni 1844 in Greifswald) war die Jugendliebe und heimliche Verlobte von Ludwig Gotthard Kosegarten.

## Leben
Dorothea Ida Hagenow war eine Tochter des „Königlichen Pfandträgers“ Hagenow, dessen Familie 1802 in den Adelsstand erhoben wurde. Ihre Schulbildung erhielt sie beim Küster des Dorfes.
Am 18. März 1780 lernte Dorothea den Kandidaten der Theologie Ludwig Gotthard Kosegarten während eines Gottesdienstes kennen, bei dem dieser die Predigt hielt. Die beiden verliebten sich ineinander und am 13. August verlobten sie sich ohne Wissen von Dorotheas Vater. 
Kosegarten widmet seiner Geliebten zu ihrem 17. Geburtstag das 23-strophige Gedicht „An Dörtchen“. In der achten Strophe schwärmt er von dem Aussehen Dorotheas:
„Wer gab diese Himmelsbläue/Deinem hellen Augenpaar?/Wer gab diese Dunkelbräune/Deinem vollgelockten Haar?“
Im Februar 1781 hielt Kosegarten um die Hand seiner Geliebten an, wurde vom Vater jedoch abgewiesen, da Kosegarten noch keine Aussicht auf eine Anstellung hatte.

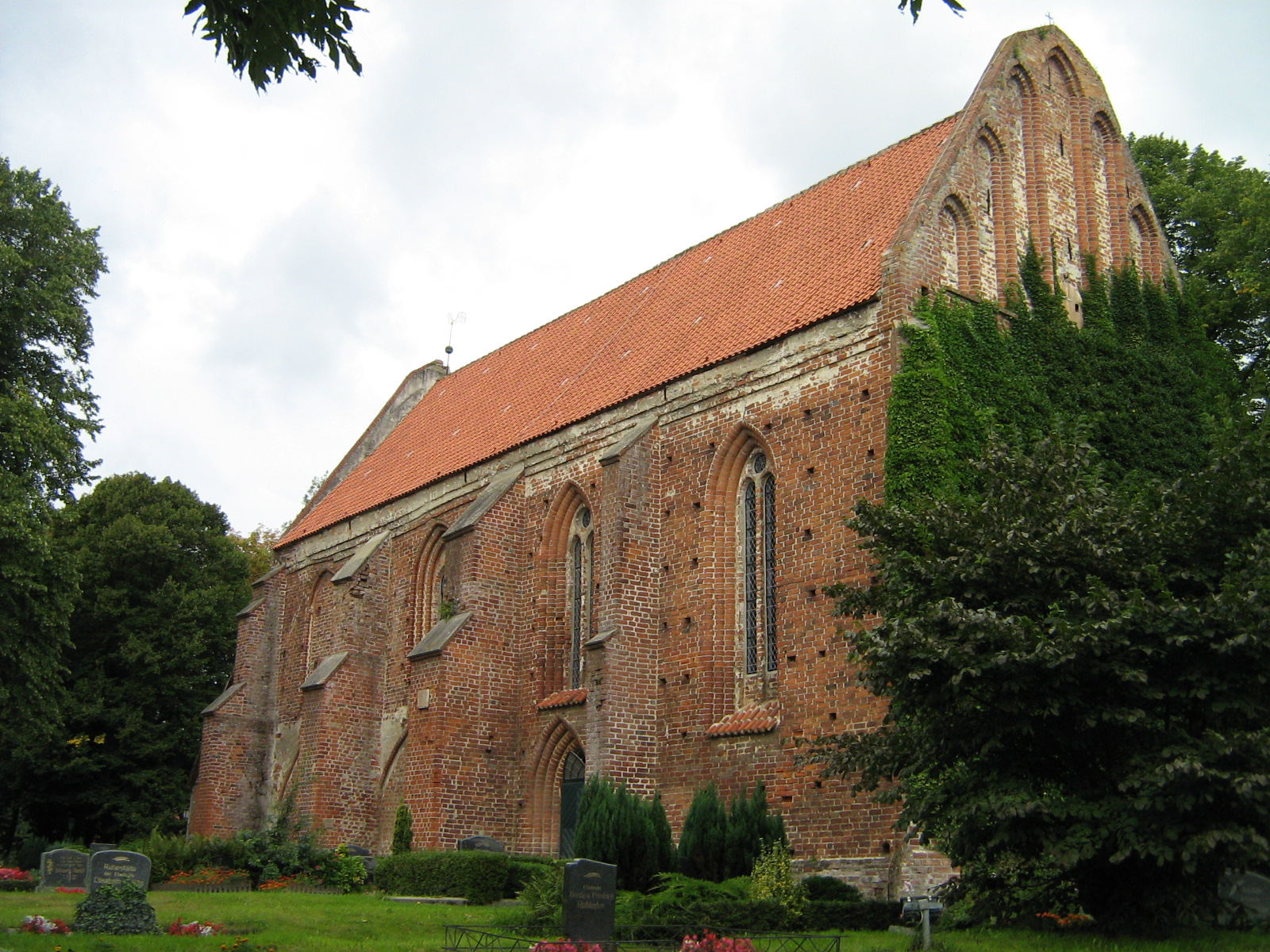
Die Kirche in Niepars, an der Dorotheas Ehemann Pastor war

Daraufhin heiratete Dorothea dann am 1. August 1783 den vierzigjährigen Pastor Daniel Christoph Gerhard Otto aus Niepars, einen Bruder des Greifswalder Professors Bernhard Christian Otto. Im Jahre 1807 wurde das Pfarrhaus siebenmal von den Franzosen ausgeplündert. Das Gesicht Dorotheas wurde durch die Pocken völlig entstellt. Ihr Ehemann starb im August 1807 an den Folgen der Misshandlungen durch die Franzosen.
Von den 8 Kindern des Ehepaares überlebten nur ein Sohn und die Tochter Ida Johanna Dorothea Otto (* 30. April 1789, † 23. April 1826). Diese Tochter heiratete am 2. Mai 1813 Johann Carl Balthasar (1784–1854). Ein Kind aus dieser Ehe war Alwine, die spätere niederdeutsche Lyrikerin Alwine Wuthenow.
Im Jahre 1812 wandte sich Dorothea noch einmal brieflich an Kosegarten und bat ihn, der inzwischen Professor an der Universität Greifswald war, um Unterstützung für ihren Schwiegersohn bei der Erlangung einer eigenen Pfarrstelle. Kosegarten antwortete einleitend:

„Verehrteste, theuerste Freundin! Ihr Schreiben, Ihr Andenken, Ihr Zutrauen rührt mich innigst. Nie habe ich Sie vergessen. Nie werde ich die schönen Sommernächte vergessen im Garten zu Lassentin, nie die elysischen Tage meiner Jugend. Wenn späterhin unser Verhältnis sich änderte, so ist die Schuld nicht Ihre. Sie liegt ganz in meiner damaligen störrigen, ungenügsamen leidenschaftlichen Denk- und Empfindungsweise. Gewiß, wenn eins von uns dem andern etwas zu verzeihen hat, so bin wenigstens ich nicht dieser eine. …“

Dorothea starb in Greifswald nach 37-jähriger Witwenschaft. Den Verlobungsring und die an sie gerichteten Gedichte Kosegartens hatte sie aufbewahrt und vor ihrem Tode einer ihrer Enkelinnen übergeben, die beides später an die Universitätsbibliothek Greifswald übergab.